# Верхнее (озеро, Лоухский район)
Верхнее — озеро на территории Кестеньгского сельского поселения Лоухского района Республики Карелии.

## Общие сведения
Площадь озера — 11,1 км², площадь водосборного бассейна — 219 км². Располагается на высоте 88,6 метров над уровнем моря.
Форма озера лопастная, продолговатая: оно почти на девять километров вытянуто с запада на восток. Берега изрезанные, каменисто-песчаные, преимущественно возвышенные, местами заболоченные.
В залив в западной оконечности Верхнего озера впадает река Боровая, несущая воды из нескольких безымянных ламбин.
Через озеро протекает река Капустная, впадающая в озеро Кереть, из которого берёт начало река Кереть, впадающая в Белое море.
В озере более трёх десятков безымянных островов различной площади, однако их количество может варьироваться в зависимости от уровня воды.
Код объекта в государственном водном реестре — 02020000711102000002231.